# Eucyclops tziscao
Eucyclops tziscao – gatunek widłonoga z rodziny Cyclopidae. Opisała go Martha Angélica Gutiérrez-Aguirre w artykule opublikowanym w 2013 roku przez zespół meksykańskich hydrobiologów w składzie: Martha Angélica Gutiérrez-Aguirre, Nancy Fabiola Mercado-Salas oraz Adrián Cervantes-Martínez. Miejsce typowe to jezioro Tziscao w meksykańskim stanie Chiapas (współrzędne 16°05′19″N 91°40′10″W/16,088611 -91,669444).